# Räknesticka
En räknesticka är ett mekaniskt räkneredskap för numeriska beräkningar, som var vanlig innan miniräknare fanns. Vanliga räknestickor gav tre till fyra signifikanta siffror.
Räknestickan är ett linjalliknande verktyg med en mittendel som kan skjutas i sidled och en genomskinlig markör för användning av skalor som inte ligger invid varandra. Huvuddelen och mittendelen är försedda med logaritmiska skalor vilket gör att man genom att flytta mittendelen kan multiplicera och dividera tal. På så sätt utnyttjar en räknesticka det faktum att summan av logaritmerna av två tal är lika med logaritmen av produkten av talen. På många räknestickor finns även andra skalor för beräkning av till exempel trigonometriska funktioner. Det fanns också räknestickor för mycket specialiserade uppgifter, såsom kryptografi eller typografi.
Som räknestickans uppfinnare räknas den engelske matematikern William Oughtred, som 1622 kombinerade två skalor med John Napiers logaritmer för att direkt utföra multiplikation och division. Omkring 1850 lanserade Amédée Mannheim en förbättrad variant.

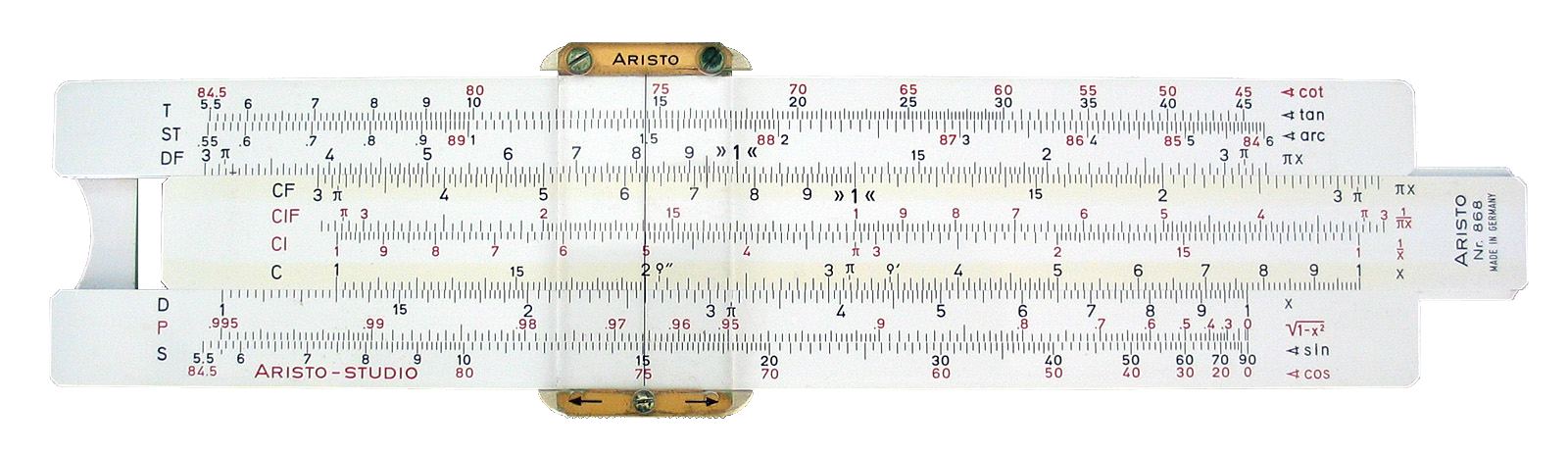
En räknesticka
På stickan kan man med hjälp av C- och D-skalorna till exempel avläsa att 1,3 x 2 = 2,6, och samtidigt 13 x 70 = 910
Och man kan med hjälp av S- och D-skalorna avläsa att sin 15° = cos 75° ≈ 0,26

## Hur man använder en räknesticka
Räknestickans idé är att förskjuta en linjal i förhållande till en annan linjal. Linjalernas graderingar är utformade efter typ av räkning. Här visas fyra exempel på fyra olika graderingar. Antalet nollor eller läget för decimalkomma ingår inte i räkningarna. Det får man själv hålla reda på.

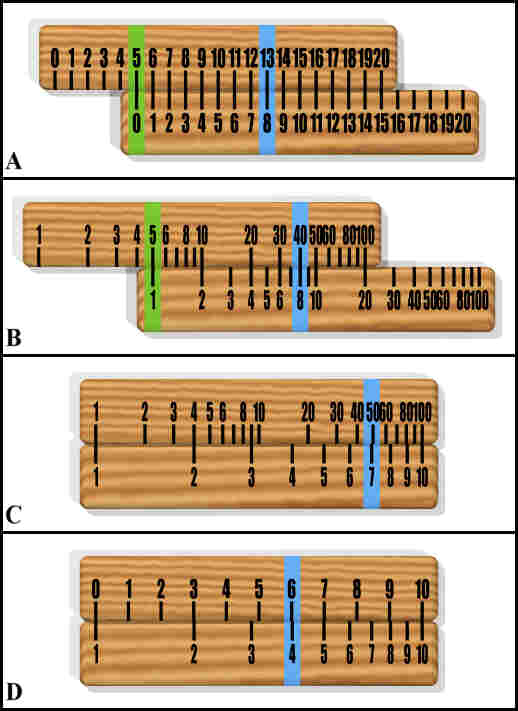
Bildförklaring för hur man använder en räknesticka

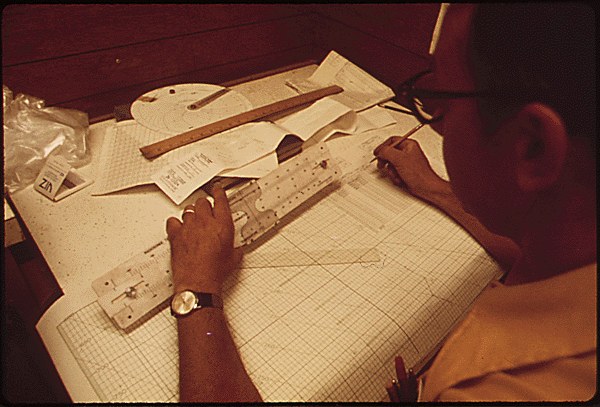
Beräkningsmetoder 1973

- A) Två linjära skalor från 0 till 20.
  - Addition 5 + 8 = 13
  - Subtraktion 13 - 8 = 5

- B) Två logaritmiska skalor, två dekader från 1 till 100.
  - Multiplikation 5 x 8 = 40
  - Division 40 / 8 = 5

- C) Två logaritmiska skalor, den ena med en dekad från 1 till 10, den andra med två dekader från 1 till 100.
  - Kvadrering 72 = 49
  - Kvadratrot √49 = 7

- D) Två skalor, den ena en linjärskala från 0 till 10, den andra en logaritmisk skala från 1 till 10.
  - Logaritm 10log 4 ≈ 0,6
  - Exponent 100,6 ≈ 4